# Didier Dobbels
Pour les articles homonymes, voir Dobbels.
Didier Dobbels, né le 2 août 1954 à Tourcoing, est un joueur, puis entraîneur et dirigeant français de basket-ball.

## Biographie

### Carrière de joueur (1971-1989)

#### Ses débuts dans le Nord de la France (1971-1976)
Didier Dobbels joue non loin de son lieu de naissance, dans l'équipe jeune de l'Excelsior Roubaix. Avec cette même équipe, il atteint la finale de coupe de France jeune mais est battu d'un point par l'ASVEL. Toutefois, il se fait vite remarquer et devient alors vaut son entrée international cadet puis junior de l'équipe de France. En 1972, le grand club français du moment, l'AS Berck, recrute Didier Dobbels dans son équipe. Dès la saison 1972-1973, il marque en moyenne 4,6 points par matchs. Didier Dobbels reste jusqu'en 1976 dans le nord. Dobbels est deux fois champion de France avec Berck, la première en 1973 et une autre en 1974. De plus, Dobbels est un des acteurs privilégiés d'une des deux demi-finales de la coupe des clubs champions celle de 1974 gréviste la saison suivante. Sa dernière saison à Berck est de très bonne facture au niveau statistique avec plus de 18,5 points par matchs. Finalement en 1976, il part pour la Normandie, au Caen BC.

#### Caen BC (1976-1981)
Le natif de Tourcoing participe à l'aventure du Caen BC de 1976 à 1981. À Caen, Dobbels s'affirme comme un leader. Pendant ses quatre saisons à Caen, il ne score pas moins que 15 points par match (la dernière saison, 1980-1981, il marque en moyenne 22,1 points par match). Par ailleurs, en 1977, Dobbels est sélectionné en équipe de France pour le championnat d'Europe disputé en Belgique (à Liège) mais aussi en 1981 lors de l'Eurobasket en République Tchèque (à Prague). De 1976 à 1979, Caen défie les sommets du championnat de France sans pour autant conquérir un titre pourtant si proche par moments.

#### ES Avignon (1981-1982)
Après Caen, l'ailier signe à Avignon qui joue alors en N1A. En 24 matchs, il marque 9 points en moyenne. Toutefois, le Limoges CSP s'intéresse à Didier Dobbels pour renforcer son armada. Il décide donc de rejoindre le Limoges CSP avec sa nouvelle salle le Palais des sports de Beaublanc inauguré en 1981 par la présence de Charles Hernu, Robert Laucournet, Albert Chaminade (1912-2009), Louis Longequeue ou Xavier Popelier.

#### Limoges CSP (1982-1984)
Dès sa première saison, Didier Dobbels remporte trois titres entouré de grands joueurs tels que Jean-Michel Sénégal, Appolo Faye, Richard Dacoury, Glenn Mosley ou Ed Murphy. Tout d'abord, il remporte la coupe de la Fédération, puis le championnat de France et enfin la coupe Korać à Berlin. Limoges réalise le triplé et Didier Dobbels contribue à cet exploit. Pour autant, il n'émerge qu'à 4,4 points et 1,3 rebond par match, dans un effectif bien pourvu à tous les postes. La saison suivante, Didier Dobbels décroche un nouveau titre de champion de France avec les Verts du Cercle Saint-Pierre. C'est sa dernière saison au Limoges CSP.

#### CA Saint-Étienne (1984-1987)
Il signe alors à la C.A.S.E. Dès la première saison le club stéphanois tombe en N1B. Mais le temps d'une saison (1985-1986), Saint-Étienne remonte en N1A avec la contribution de Dobbels qui marque 8,3 points, prend 2,8 rebonds et distribue surtout 7 passes décisives en moyenne. Dobbels reste encore une saison (1986-1987) et part dans les Mauges, à Cholet.

#### Cholet Basket (1987-1989)
Dobbels est un des leaders incontestés de l'équipe choletaise. Cholet, tout juste promu en N1A, parvient à atteindre la finale du trophée des AS puis la finale du championnat de France. Les deux finales sont toutefois toutes deux perdues face à Limoges qui domine en France et brille sur la scène européenne. Cholet réussit tout de même à se qualifier pour la première fois de son histoire à une compétition européenne. La saison 1988-1989 est la dernière de Didier Dobbels sur les parquets français. Il prend alors sa retraite sportive.

### Carrière d'entraîneur (depuis 1989)
Dobbels se reconvertit en tant qu'entraîneur de basket-ball. Il entraîne successivement le BCM Gravelines puis l’Étendard de Brest. En 1991, il rejoint le Limoges CSP en tant qu'entraîneur assistant. Très vite, il doit apprendre avec l'un des plus grands entraîneurs d'Europe, Božidar Maljković. Il reste jusqu'en 1995 et en remportant de nombreux trophées avec le Limoges CSP en tant adjoint de Maljković. En 1996, il est nommé co-entraîneur du PSG Racing. Lors de cette même saison 1996-1997, il remporte avec Paris, le titre de champion de France face à l'ASVEL. Jusqu'en 1999, Dobbels est alors entraîneur adjoint. Sa dernière saison (1999-2000) à Paris, il devient l'entraîneur du PSG Racing.
En 2000-2001, Didier Dobbels vient prêter son aide, en tant qu'entraîneur et général manager, au Limoges CSP qui est alors en Pro B à la suite de sa rétrogradation financière. Il recrute des joueurs tels que Malik Dixon ou encore Jacob Jacks qui permettent alors au CSP de retrouver la Pro A. Il continue d'entraîner le Cercle Saint-Pierre jusqu'au début de la saison 2002-2003.
Il revient au Limoges CSP (NM1) en 2004-2005 quand Limoges doit de nouveau payer les conséquences financières du passé. Il reprend alors ses charges de général manager puis il devient la saison suivante directeur sportif. Cependant il ne reste que deux saisons à Limoges.
En 2008, Dobbels retrouve les bancs de Pro B en devenant l'entraîneur de la JL Bourg. Bourg veut retrouver la Pro A. Malheureusement, l'équipe de Didier Dobbels s’effondre en fin de saison et ne retrouve pas l'élite. La saison suivante, il prend la direction de Pau-Lacq-Orthez en tant qu'entraîneur. Pau vient de descendre en Pro B et compte bien retrouver la première division française qu'il n'avait pas quitter depuis 1974. D'une main de maître, Pau et Didier Dobbels domine la Pro B sans trop de problème, écartant même Limoges de la première place. Ainsi l'équipe du Béarn retrouve la Pro A. De plus, l’Élan Béarnais remporte la finale de Pro B face au Limoges CSP de Frédéric Forte.
Il continue lors de la saison 2010-2011 d'être l'entraîneur de l'élan Béarnais. Pau-Lacq-Orthez réussit à se maintenir en Pro A en terminant neuvième avec 13 victoires et 17 défaites.
Le 14 novembre 2011 Dobbels est démis de ses fonctions pour manque de résultats. Orchies Basket en février 2014, après 29 matches et un bilan de 8 victoires pour 21 défaites, Orchies est dernier de Pro B et licencie l'entraîneur Philippe Namyst. Didier Dobbels devient l'entraîneur d'Orchies avec comme objectif de maintenir l'équipe en Pro B. À la fin du championnat, Orchies termine avec 15 victoires et 29 défaites et Dobbels n'est pas conservé.

## Club
Joueur
- 1971-1976 :  AS Berck/Berck BC (Nationale 1)
- 1977-1981 :  Caen BC (Nationale 1)
- 1981-1982 :  ES Avignon (Nationale 1)
- 1982-1984 :  CSP Limoges (Nationale 1)
- 1984-1987 :  CA Saint-Etienne (Nationale 1)
- 1987-1989 :  Cholet Basket (N 1 A)

Fin de carrière
- 1989-1990 :  Entraîneur au BCM Gravelines(N 1 A)
- 1990-1991 :  Entraîneur à l'Étendard de Brest(N 1 A)
- 1991-1995 :  Entraîneur adjoint au CSP Limoges (N 1 A)
- 1996-1997 :  Coentraîneur au PSG Racing (Pro A)
- 1997-1999 :  Entraîneur adjoint au PSG Racing (Pro A)
- 1999-2000 :  PSG Racing (Pro A)
- 2000-2002 :  Entraîneur et manager général au CSP Limoges (Pro B) puis ( Pro A)
- 2002-2003 :  Entraîneur et manager général au CSP Limoges (Pro A)
- 2004-2005 :  Général manager au CSP Limoges (NM1)
- 2005-2006 :  Directeur sportif CSP Limoges (NM1)
- 2008-2009 :  Entraîneur à la JL Bourg-en-Bresse (Pro B)
- 2009-2011 :  Élan béarnais ( Pro B) puis ( Pro A)
- 2014 :  BC Orchies (Pro B)

## Palmarès
Joueur
- 19??-19?? : Finaliste de la Coupe de France jeunes avec Roubaix
- 1972-1973 : Champion de France de N1A avec Berck
- 1973-1974 : Champion de France de N1A avec Berck
- 1982-1983 : Vainqueur de la coupe Korać à Berlin, avec Limoges
- 1982-1983 : Champion de France de N1A avec Limoges
- 1982-1983 : Vainqueur de la Coupe de la Fédération avec Limoges
- 1983-1984 : Champion de France de N1A avec Limoges
- 1987-1988 : Vice-champion de France de N1A avec Cholet
- 1987-1988 : Finaliste du Trophée des As avec Cholet

Entraîneur adjoint
- 1992-1993 : Champion de France N1A avec Limoges
- 1992-1993 : Champion d'Europe à Athènes avec Limoges
- 1993-1994 : Vainqueur de la coupe Robert Busnel avec Limoges
- 1993-1994 : Champion de France Pro A avec Limoges
- 1994-1995 : Vainqueur de la coupe Robert Busnel avec Limoges
- 1996-1997 : Champion de France Pro A avec PSG Racing

Entraîneur
- 2000-2001 : Champion de France Pro B avec Limoges
- 2009-2011 : Champion de France Pro B avec Pau-Lacq-Orthez

## Nominations
Entraîneur
- Entraîneur de l'année en Pro B lors de la saison 2009-2010 (jury de la FFBB)

## Sélections
- 61 sélections en Équipe de France